# Armuña (kommunhuvudort)
Armuña är en kommunhuvudort i Spanien.   Den ligger i provinsen Provincia de Segovia och regionen Kastilien och Leon, i den centrala delen av landet, 90 km nordväst om huvudstaden Madrid. Armuña ligger 908 meter över havet och antalet invånare är 244.
Terrängen runt Armuña är platt. Runt Armuña är det mycket glesbefolkat, med 6 invånare per kvadratkilometer. Närmaste större samhälle är Carbonero el Mayor, 6,8 km nordost om Armuña. Trakten runt Armuña består till största delen av jordbruksmark.